# حزب اعتدال ملی اسلامی افغانستان
حزب اعتدال ملی اسلامی افغانستان یک حزب سیاسی در افغانستان به رهبری قره بیگ ایزدیار است.
در زمان تاسیس حزب، فرض بر این بود که قرار است این حزب به عنوان پشتیبان در صورتی که یونس قانونی نتواند حزب افغانستان نوین‌ را ثبت رسمی کند در نظر گرفته شود. 